# Incoronazione di Napoleone Re d'Italia

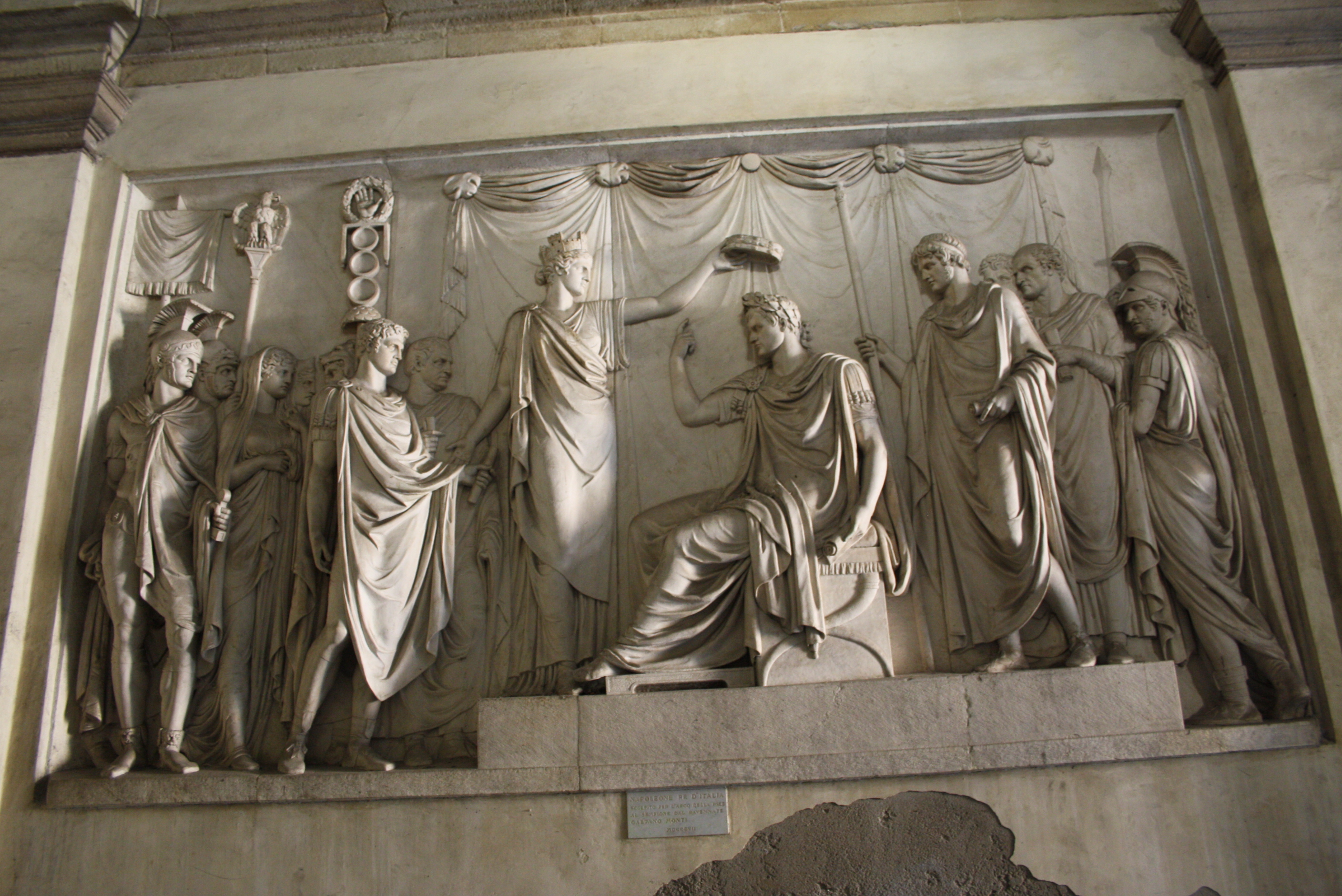
Napoleone incoronato Re d'Italia
Rilievo di Gaetano Monti, in origine posto sull'Arco della Pace poi rimosso e attualmente in Palazzo Brera a Milano.

L'incoronazione di Napoleone Re d'Italia è stata la cerimonia con cui Napoleone Bonaparte fu incoronato Re d'Italia a Milano, con la Corona ferrea. L'incoronazione fu celebrata il 26 maggio 1805 nel Duomo di Milano.

## Svolgimento della cerimonia
Quattro giorni prima dell'incoronazione tre carrozze di corte furono inviate a Monza a prendere la Corona ferrea che, portata a Milano, fu deposta sull'altare maggiore del Duomo e custodita giorno e notte da giovani monzesi.
L'incoronazione fu fastosa: la mattina del giorno stabilito, sotto un sole splendido, la folla gremiva la piazza del Duomo in attesa del corteo; tutte le campane della città suonarono a festa e le artiglierie spararono a salve. Alle undici e mezzo giunsero Giuseppina di Beauharnais ed Elisa Bonaparte Baciocchi, in ricchissime vesti, che andarono a prendere posto nella tribuna dorata. Poco dopo cominciò a sfilare il corteo, aperto da rappresentanti delle guardie francese e italiana, seguiti da araldi, paggi, maggiordomi, uscieri e aiutanti.

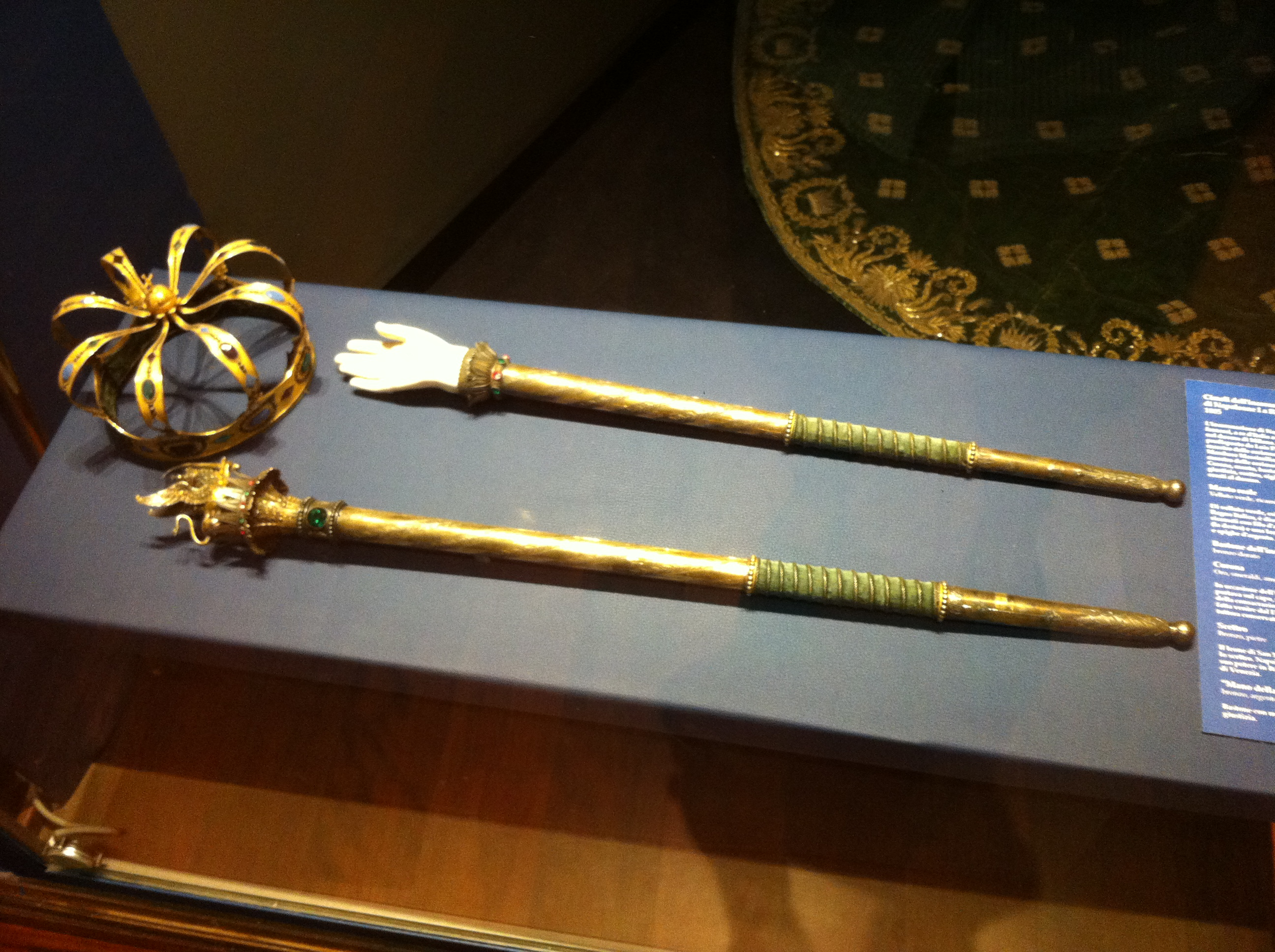
Gli Onori di Carlo Magno utilizzati durante la cerimonia portati da Bellisomi, Fenaroli e Baciocchi
Museo del Risorgimento (Milano).

Venivano poi gli Onori di Carlo Magno: il cardinale Carlo Bellisomi portava la corona, Giuseppe Fenaroli Avogadro lo scettro, il principe Felice Baciocchi la mano della giustizia, il maresciallo Jean-Baptiste Jourdan la spada. 
Tenevano dietro gli Onori d'Italia: la corona portata da Francesco Melzi d'Eril, lo scettro da Antonio Aldini, la mano della giustizia dall'Anzian, l'anello dal Bovara, la spada dal principe Eugenio di Beauharnais.

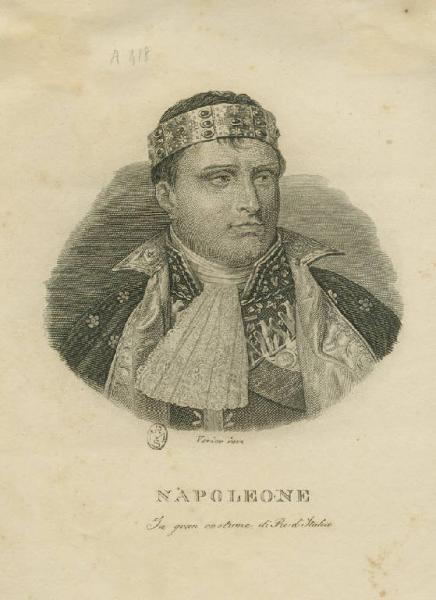
Bonaparte in Gran costume da Re d'Italia.

Seguiva infine Napoleone: con la mano reggeva lo scettro e la mano della giustizia, sul capo aveva la corona imperiale, sulle spalle il manto regio di velluto verde, il cui strascico era sorretto da Louis Alexandre Berthier, e dopo di lui una folla di grandi ufficiali civili e militari dell'Impero francese e del Regno d'Italia. Ad attenderlo sulla porta del duomo stavano il cardinale Giovanni Battista Caprara Montecuccoli, sedici vescovi e dieci vicari delle sedi vacanti.
Napoleone, sotto un baldacchino sorretto da canonici, fu accompagnato al trono e cominciò la cerimonia rallegrata da marce e cori trionfali, eseguiti da oltre duecentocinquanta strumentisti guidati dai maestri Pollini e Minoia. 

Cessati i cori, le marce e le preghiere, i grandi ufficiali del regno deposero sull'altare gli onori; il cardinale consegnò questi oggetti all'imperatore, che porse la spada al principe Eugenio, suo futuro viceré; quindi Napoleone accostatosi all'altare, prese la corona ferrea, se la mise in capo su quella imperiale e pronunciò le famose parole: "Dio me l'ha data, guai a chi la tocca".

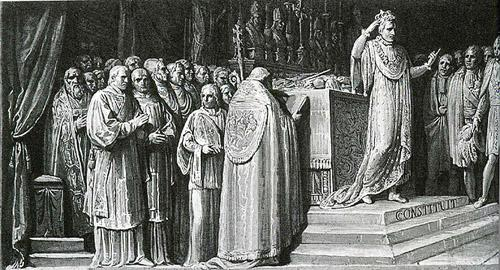
Stampa raffigurante l'incoronazione
Andrea Appiani e Francesco Rosaspina

Dopo l'incoronazione fu celebrata la messa, finita la quale il sovrano pronunciò sul Vangelo la formula del giuramento. Allora il capo degli araldi proclamò: "Il gloriosissimo ed augustissimo imperatore e re Napoleone è incoronato e intronizzato. Viva l'imperatore e re!" e il popolo gli fece eco: "Viva l'imperatore e re!".
Successivamente, si cantò il Te Deum, quindi il corteo ritornò alla reggia, dove fu servito il pranzo di gala. Nel pomeriggio Napoleone si recò a S. Ambrogio, dove fu cantato un secondo Te Deum. Corse di fantini, balli, voli di palloni aerostatici, illuminazione della città chiusero la storica giornata.
Napoleone Bonaparte sarà il penultimo dei sovrani italiani ad essere cinto in capo con la corona ferrea, tradizione che durava fin dal periodo longobardo.